# Cable categoria 5

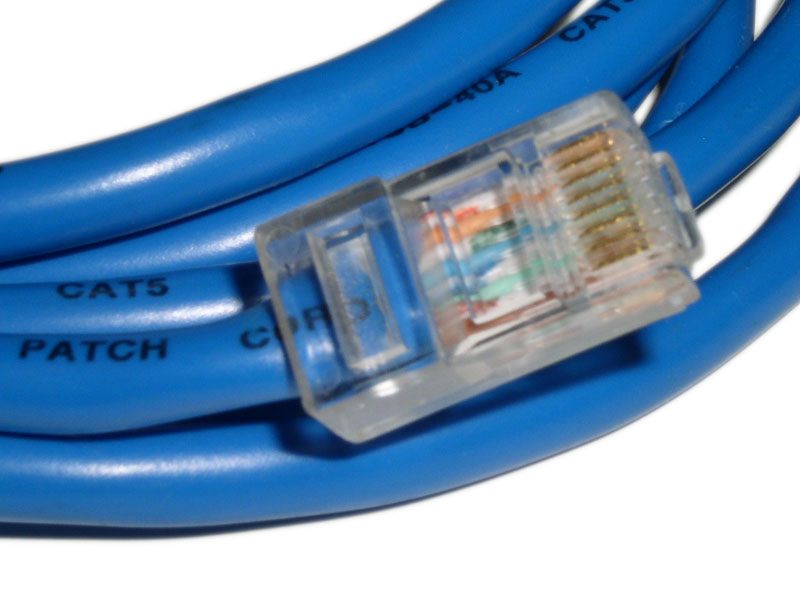
Fig.1 Cable de categoria 5

Cable de categoria 5 (també cable Cat 5) és un cable de parell trenat per a transportar senyals elèctrics. Aquest tipus de cable s'empra en cablejats estructurats per a xarxes d'ordinadors com per exemple Ethernet. El cable Cat 5 proporcina prestacions de transport de senyals elèctrics fins a 100 MHz i és adequat per a 10BASE-T, 100BASE-TX (Fast Ethernet), 1000BASE-T (Gigabit Ethernet) i 2.5GBASE-T. El cable Cat 5 també s'empra per a transportar senyals de telefonia i vídeo.
La majoria de cables Cat5 són sense apantallar i aconsegueixen evitar el soroll mitjançant línies balancejades i línes diferencials.
Els cables de Cat 5 han estat superats pels cables Cat 5e i Cat 6.

## Normativa de cable
L'especificació del cable categoria 5 va ser definida a l'estàndard ANSI/TIA/EIA-568-A i TSB-95. Aquests documents especifiquen les prestacions i requeriments per a freqüències fins a 100 MHz. Es defineixen els tipus de cable, tipus de connector i topologies de cablejat. Gairebé sempre s'utilitzen connectors modulars 8P8C (també coneguts per connectors RJ45).
Cadascun dels 4 parells trenats del cable Cat 5 té un determinat nombre de girs per metre per a minimitzar la diafonia (crosstalk) entre els parells. En comunicacions de molts canals hi poden haver fins a 100 parells trenats.
El tipus de cable pot ser sòlid o flexible. En cable sòlid s'empra per instal·lacions fixes i el cable flexible per connexions aèries que es poden canviar.
La categoria del cable cal que vagi marcada a l'exterior del cable.
Taula de colors segons T568A :
| Pin | Parell | Cable | Color                 |
| --- | ------ | ----- | --------------------- |
| 1   | 3      | 1     | blanc/verd ratllat    |
| 2   | 3      | 2     | verd                  |
| 3   | 2      | 1     | blanc/taronja ratllat |
| 4   | 1      | 2     | blau                  |
| 5   | 1      | 1     | blanc/blau ratllat    |
| 6   | 2      | 2     | taronja               |
| 7   | 4      | 1     | blanc/marró ratllat   |
| 8   | 4      | 2     | marró                 |

Taula de colors segons T568B :
| Pin | Parell | Cable | Color                 |
| --- | ------ | ----- | --------------------- |
| 1   | 2      | 1     | blanc/taronja ratllat |
| 2   | 2      | 2     | taronja               |
| 3   | 3      | 1     | blanc/verd ratllat    |
| 4   | 1      | 2     | blau                  |
| 5   | 1      | 1     | blanc/blau ratllat    |
| 6   | 3      | 2     | verd                  |
| 7   | 4      | 1     | blanc/marró ratllat   |
| 8   | 4      | 2     | marró                 |

## Característiques
- Radi de curvatura: la majoria de cables Cat 5 admeten curvatures de fins 4 cops el diàmetre exterior del cable.
- La màxima longitud per cada segment és de 100 metres segons TIA/EIA 568-5-A. Si cal una major longitud cal usar repetidors. El tipus 10BASE-T especifica longitud màxima de 100 m entre dispositius.
- La categoria 5e millora la Cat 5 introduint noves especificacions per a disminuir la diafonia (crosstalk).
- La categoria 6 millora les categories 5 augmentant la resposta freqüencial fins a 250 MHz i reduint encara més la diafonia.

| Propietat                                      | Nominal                         | Tolerància | Unitat | ref |
| ---------------------------------------------- | ------------------------------- | ---------- | ------ | --- |
| Impedància característica, 1-100 MHz           | 100                             | ± 15       | Ω      |     |
| Impedància característica @ 100 MHz            | 100                             | ± 5        | Ω      |     |
| Resistència de llaç en DC                      | ≤ 0.188                         |            | Ω/m    |     |
| Velocitat de Propagació                        | 0.64                            |            | c      |     |
| Retard de Propagació                           | 4.80-5.30                       |            | ns/m   |     |
| Desviació de retard < 100 MHz                  | < 0.20                          |            | ns/m   |     |
| Capacitat at 800 Hz                            | 52                              |            | pF/m   |     |
| Inductància                                    | 525                             |            | nH/m   |     |
| Frequency de colze                             | ≤ 57                            |            | kHz    |     |
| Max tensile load, during installation          | 100                             |            | N      |     |
| Diàmetre del cable                             | 24 AWG (0.51054 mm ; 0.205 mm²) |            |        |     |
| Gruix d'aïllament                              | 0.245                           |            | mm     |     |
| Maxim corrent per conductor                    | 0.577                           |            | A      |     |
| Temperatura d'operació                         | -55 to +60                      |            | °C     |     |
| Màxima tensió d'operació (PoE usa max 57 V DC) | 125                             |            | V DC   |     |